# Glanslös dvärgborre
Glanslös dvärgborre (Crypturgus cinereus) är en skalbaggsart som först beskrevs av Herbst 1793.  Glanslös dvärgborre ingår i släktet Crypturgus, och familjen vivlar. Arten är reproducerande i Sverige.